# تكضيشت (أرڭانة)
تكضيشت هي إحدى مشيخات المملكة المغربية، تتبع جغرافيا لإقليم تارودانت وإداريًا لأرڭانة. يقدر عدد سكانها بـ 1474 نسمة حسب الإحصاء الرسمي للسكان والسكنى لسنة 2004.